# Vibram
Vibram S.p.A. je italijansko podjetje, ki proizvaja gumijaste podplate za čevlje. Ime "Vibram" je po ustanovitelju podjetja Vitaliju Bramaniju. Podplate Vibram uporablja okrog 1000 svetovnih proizvajalcev obutve, med njimi tudi slovenska Alpina. Podplati Vibram so zlahka prepoznavni po rumenem logotipu. 
Podplati Vibram se uporabljajo na pohodniških in rekreativnih čevljih, na gasilnih in industrijskih čevljih, policijskih in vojaških čevljih, čevljih za motokros in marsikje drugje.